# Cicia
Cicia [ðiˈði.a], auch Thithia, ist eine Insel vulkanischen Ursprungs im Lau-Archipel im Pazifischen Ozean. Politisch gehört sie zur Eastern Division des Inselstaates Fidschi. 

## Geographie
Cicia gehört zur nördlichen Gruppe des Lau-Archipels und liegt rund 120 km südöstlich von Taveuni, der drittgrößten Insel Fidschis, in der Korosee. Benachbarte Inseln sind Mago, 30 km nordöstlich, Nayau, 30 km südöstlich, sowie Tuvuca, 45 km östlich von Cicia gelegen. Die Insel hat eine annähernd runde Form mit einem Durchmesser von etwa 6,5 km und einer markanten Bucht im Süden. Cicia hat eine Fläche von 34 km² und erreicht eine Höhe von 165 m über dem Meer. Die Insel hat fünf größere Siedlungen, Tarakau im Nordwesten, Lomaji im Nordosten, Tokalau im Osten, Naceva im Südosten sowie Mabula im Süden der Insel. An der Westküste befindet sich der Flugplatz der Insel (IATA-Code: ICI, ICAO-Code: NFCI) mit einer nicht-asphaltierten Landebahn. Die Insel ist von einem durchgehenden Korallenriff umsäumt, lediglich vor Tarakau besteht die Möglichkeit, mit Booten anzulanden. Vier Kilometer südwestlich von Cicia befindet sich das ringförmige, atollartige Riff Thakau Nawa mit etwa einem Kilometer Durchmesser.